# Artur Sirk

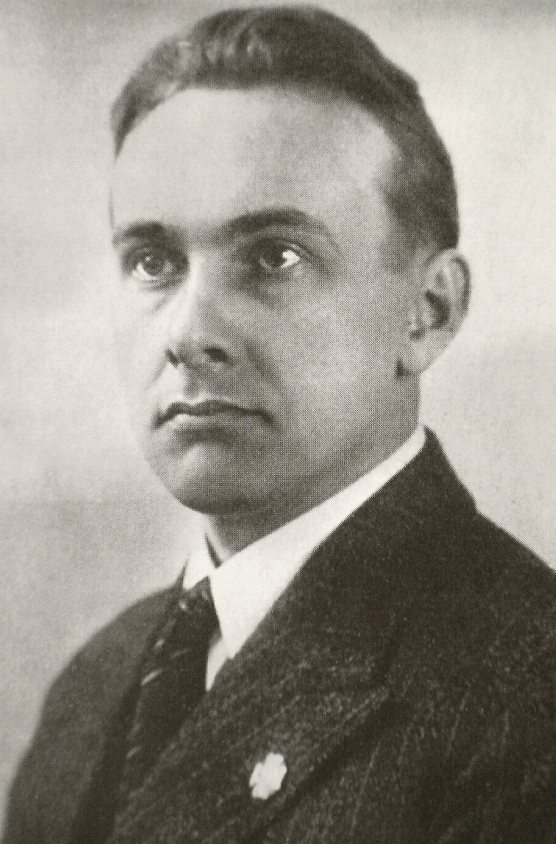
Artur Sirk

Artur Sirk (ur. 25 września 1900, zm. 2 sierpnia 1937) – estoński polityk i prawnik.
Adwokat, jako uczeń gimnazjum brał udział w wojnie estońsko-bolszewickiej. Był faktycznym przywódcą Estońskiego Związku Uczestników Wojny Wyzwoleńczej (tzw. wabsów). W 1934 został aresztowany, udało mu się jednak wydostać z więzienia i opuścić kraj. Na emigracji kierował radykalnym skrzydłem wabsów. Popełnił samobójstwo.